# حارة مجمع الوحدة السكني (صنعاء)

تعديل مصدري - تعديل

حارة مجمع الوحدة السكني هي إحدى حارات حي الحصبة الشمالية بمديرية الثورة إحد مديريات العاصمة اليمنية صنعاء، بلغ تعداد سكانها 648 نسمة حسب تعداد اليمن لعام 2004.